# Lymantria hilaris
Lymantria hilaris är en fjärilsart som beskrevs av Voll. 1863. Lymantria hilaris ingår i släktet Lymantria och familjen tofsspinnare. Inga underarter finns listade i Catalogue of Life.